# زاپا در نیویورک
«زاپا در نیویورک» (به انگلیسی: Zappa in New York) آلبومی از هنرمند اهل ایالات متحده آمریکا فرانک زاپا است که در سال ۱۹۷۸ میلادی منتشر شد. نسخهٔ ۱۹۷۸ در چارت ۲۰۰ آلبوم برتر بیلبورد رتبهٔ ۵۷ را کسب کرد.